# Порожня сума
У математиці порожня сума — це сума, що не має жодного доданку. За домовленістю значенням порожньої суми є нейтральний елемент додавання — нуль.
Зазвичай суми мають принаймні два доданки, але в певних ситуаціях від такого обмеження буває зручно відмовитися. Для прикладу розглянемо послідовність чисел {\displaystyle a_{1}}, {\displaystyle a_{2}}, {\displaystyle a_{3}},..., а виразом {\displaystyle s_{n}} позначимо суму її перших {\displaystyle n} елементів:
{\displaystyle s_{n}=\sum _{i=1}^{n}a_{i}=a_{1}+\ldots +a_{n}}.
Тоді має місце рекурентне співвідношення
{\displaystyle s_{n}=s_{n-1}+a_{n}},
яке можна розглядати для всіх {\displaystyle n=1}, {\displaystyle 2},..., якщо вважати {\displaystyle s_{1}=a_{1}} та {\displaystyle s_{0}=0}. Іншими словами, під значенням «суми» {\displaystyle s_{1}} з одним-єдиним доданком розуміємо, власне, величину цього доданку, а під «сумою» {\displaystyle s_{0}} «з нулем доданків» розуміємо {\displaystyle 0}. Розгляд таких «сум» з одним або навіть нулем доданків скорочує число випадків, які окремо слід було б розглядати у багатьох математичних формулах. Такі «суми» є природними початками багатьох індуктивних доведень, а також алгоритмів. Із цих міркувань домовленість про нульове значення порожньої суми є поширеною практикою в математиці та програмуванні. Аналогічно, значенням порожнього добутку домовилися вважати одиницю — нейтральний елемент множення.
Викладене стосується не лише числових сум, але й більш загальних сум елементів іншої природи (як от вектори, матриці, многочлени), для яких означено додавання — елементів абелевих груп, або навіть адитивних моноїдів (адитивних у сенсі зображення бінарної операції знаком «{\displaystyle +}»), причому значенням відповідних порожніх сум залишатиметься нейтральний, або як його тут зазвичай називають, нульовий елемент цих груп чи моноїдів.

## Виправданість поняття порожньої суми
Незвичне для нематематика поняття порожньої суми доречне і корисне тією ж мірою, що й число нуль чи порожня множина: хоча самі по собі вони виражають цілком тривіальні речі, їхнє запроваждення і використання істотно спрощує означення та розгляд багатьох інших математичних понять і конструкцій.

### Приклад: порожня лінійна комбінація
В лінійній алгебрі базою векторного простору {\displaystyle V} є лінійно незалежна множина векторів {\displaystyle B} така, що кожен елемент простору {\displaystyle V} є лінійною комбінацією векторів з {\displaystyle B}. Розгляд порожніх сум дозволяє розглядати також базу нульвимірного векторного простору {\displaystyle V=\{0\}}, а саме — порожню множину Ø.

## Природність нульового значення
Домовленість про нульове значення порожньої суми (нульовий елемент для адитивних моноїдів) є абсолютно природною, оскільки порожню суму можна розуміти як неодмінний (і як завгодно багатократний!) компонент (доданок) будь-якої іншої суми, який при цьому ніяк останню не змінює.